# Dissaporus malaisei
Dissaporus malaisei är en skalbaggsart som beskrevs av Ferreira 1954. Dissaporus malaisei ingår i släktet Dissaporus och familjen långhorningar.
Artens utbredningsområde är Zimbabwe. Inga underarter finns listade i Catalogue of Life.